# Керлен ле Сијерк
Керлен ле Сијерк (фр. Kerling-lès-Sierck) насеље је и општина у Француској у региону Лорена, у департману Мозел.
По подацима из 2009. године у општини је живело 532 становника, а густина насељености је износила 30 становника/km².

## Демографија
| 1962. | 1968. | 1975. | 1982. | 1990. | 2011. |
| ----- | ----- | ----- | ----- | ----- | ----- |
| 483   | 447   | 422   | 408   | 384   | 530   |